# Hellfire Club
Hellfire Club – szósty studyjny album niemieckiej powermetalowej grupy Edguy. Został wydany 15 marca 2004 roku. Jest to pierwszy pełny album i drugie wydawnictwo (poza EP King of Fools) spod szyldu Nuclear Blast.

## Lista utworów

### Utwory podstawowe
1. Mysteria – 5:45
2. The Piper Never Dies – 10:07
3. We Don't Need a Hero – 5:31
4. Down to the Devil – 5:28
5. King of Fools – 4:22
6. Forever – 5:41
7. Under the Moon – 5:05
8. Lavatory Love Machine – 4:26
9. Rise of the Morning Glory – 4:40
10. Lucifer in Love – 0:32
11. Navigator – 5:23
12. The Spirit Will Remain – 4:13

### Utwory dodatkowe
Limitowana edycja zawiera dwa utwory bonusowe:
1. Children of Steel (ponownie nagrany, oryginalnie na demo Children of Steel[1]) – 5:23
2. Mysteria (z gościnnym udziałem Millego Petrozzy) – 4:13

Japońska wersja albumu oprócz utworów zawartych na limitowanej edycji posiada jeszcze jeden utwór bonusowy:
1. Heavenward (wersja demo utworu Navigator)

## Twórcy
- Jens Ludwig – gitara
- Tobias Sammet – śpiew, instrumenty klawiszowe
- Dirk Sauer – gitara
- Tobias Exxel – gitara basowa
- Felix Bohnke – perkusja